# Светско првенство у фудбалу за жене 1995.
Светско првенство у фудбалу за жене 1995. било је друго међународно фудбалско првенство за жене, које се одржавало у Шведској од 5. до 18. јуна. Учествовало је дванаест репрезентација. 
Репрезентација Сједињених Држава је бранила титулу шампиона из 1991. када су у финалу победили Холандијуу. Победила је репрезентација Норвешке, која је постала прва европска нација која је освојила Светско првенство за жене.
На турниру је учествовало 12 женских репрезентација из шест континенталних конфедерација. Дванаест тимова је било подељено у три групе по четири и свака група је играла турнир у кругу по принципу свако са сваким. На крају групне фазе, прва два тима и две најбоље трећепласиране екипе су се пласирале у нокаут фазу, почевши од четвртфинала и кулминирајући финалом на стадиону Расунда 18. јуна 1995. године.
Шведска је постала прва земља која је била домаћин и мушког и женског светског првенства, пошто је била домаћин мушког 1958. године.
Аустралија, Канада и Енглеска су дебитовале на такмичењу. Турнир је такође био домаћин као квалификација за Летње олимпијске игре 1996. године, а осам четвртфиналиста се квалификовало на Олимпијске игре. У другом издању Светског првенства за жене, мечеви су продужени на стандардних 90 минута, а за победу су додељена три бода.

## Резиме
Бугарској су првобитно додељена права домаћина турнира, али је морала да се одрекне права и ФИФА је на крају доделила турнир Шведској. За цео турнир продато је око 112.000 карата.
Као експеримент са правилима ФИФА, сваком тиму је било дозвољено двоминутни тајм аут сваког полувремена.
Норвешка је освојила титулу 1995. године, а сваки четврти Норвежанин је гледао утакмицу на телевизији. Норвешки тимски авион је био у пратњи два Ф-16 назад у Осло на путу до прославе победе.

## Државе учеснице
Као и на претходном издању ФИФА Светског купа за жене, одржаном 1991. године, на финалном турниру је учествовало 12 тимова. Свака од шест ФИФА конфедерација имала је најмање једног представника.:
| - Африка (КАФ) - Нигерија - Азија (АФК) - Кина - Јапан - Јужна Америка (Конмебол) - Бразил - Океанија (ОФК) - Аустралија | - Европа (УЕФА) - Данска - Енглеска - Немачка - Норвешка - Шведска (аутоматски квалификовани као домаћини) - Северна Америка, Централна Америка & Кариби (Конкакаф) - Канада - Сједињене Државе |

## Приказ турнира
Технички извештај ФИФА-е показује да су играчи и званичници након турнира били неодлучни да ли да наставе са 80-минутним мечевима или да промене на 90 минута у складу са мушким фудбалом. Мишљења су такође била подељена о прикладности коришћења фудбалске лопте величине пет. Неки тимови су пријавили потешкоће у набавци опреме доброг квалитета у одговарајућој величини.
Турнир се сматра великим успехом у квалитету игре и посећености утакмицама. Председник ФИФА Жоао Авеланж је написао:
| „ | „Као председнику ФИФА-е било ми је посебно задовољство да гледам ове младе даме како играју са таквим лепотом и таквом елеганцијом, а према извештајима бројних присутних представника медија, претварају игру заиста у славље... женски фудбал је сада добро и заиста успостављен“. | ” |

Уочени успех турнира био је значајан фактор у каснијем укључивању женског фудбала на Летње олимпијске игре 1996. године. Сју Лопез је изјавила да иако је посећеност била веома велика, многе карте су бесплатне. „Фактор новитета“ жена из страних земаља које играју фудбал такође је подстакао локално становништво да присуствује.

## Жребање
Жреб за групну фазу одржан је 14. септембра 1991. на стадиону Тјанхе у Гуангџоу, Кина. Жреб је био део телевизијске двочасовне емисије уживо, са песмама на кинеском и енглеском језику певачица Жанг Кианг (Пекинг), Лин Пинг (Гуангџоу), Џени Тсенг (Хонг Конг) и Ирене Иех (Тајван)).

## Стадиони
| Карлстад           | КарлстадЈевлеВестеросСолнаХелсингборг | КарлстадЈевлеВестеросСолнаХелсингборг |
| Вермланд           | КарлстадЈевлеВестеросСолнаХелсингборг | КарлстадЈевлеВестеросСолнаХелсингборг |
| Тингвала ИП        | КарлстадЈевлеВестеросСолнаХелсингборг | КарлстадЈевлеВестеросСолнаХелсингборг |
| Капацитет: 5.000   | КарлстадЈевлеВестеросСолнаХелсингборг | КарлстадЈевлеВестеросСолнаХелсингборг |
|                    | КарлстадЈевлеВестеросСолнаХелсингборг | КарлстадЈевлеВестеросСолнаХелсингборг |
| Јевле              | КарлстадЈевлеВестеросСолнаХелсингборг | КарлстадЈевлеВестеросСолнаХелсингборг |
| Јевлеборг          | КарлстадЈевлеВестеросСолнаХелсингборг | КарлстадЈевлеВестеросСолнаХелсингборг |
| Стадион Стремвален | КарлстадЈевлеВестеросСолнаХелсингборг | КарлстадЈевлеВестеросСолнаХелсингборг |
| Капацитет: 7.300   | КарлстадЈевлеВестеросСолнаХелсингборг | КарлстадЈевлеВестеросСолнаХелсингборг |
|                    | КарлстадЈевлеВестеросСолнаХелсингборг | КарлстадЈевлеВестеросСолнаХелсингборг |
| Вестерос           | Солна                                 | Хелсингборг                           |
| Вестманланд        | Стокхолм                              | Сконе                                 |
| Стадион Аросвален  | Росунда                               | Олимпијски стадион                    |
| Капацитет: 10.000  | Капацитет: 36.800                     | Капацитет: 17.200                     |
|                    |                                       |                                       |

## Групна фаза
| Критеријуми у случају изједначеног резултата у групи |
| --- |
| Пласман тимова у групној фази одређен је на следећи начин: 1. Бодови добијени у свим утакмицама у групи (два бода за победу, један за реми, ниједан за пораз), 2. Гол-разлика у свим утакмицама у групи, 3. Број постигнутих голова у свим утакмицама у групи, 4. Поени добијени у утакмицама између дотичних тимова, 5. Разлика голова у утакмицама између дотичних тимова;, 6. Број голова постигнутих у утакмицама између дотичних тимова, 7. Број победа у свим групним мечевима, 8. Извлачење жреба. |

### Група А
| Држава  | Ута | Поб | Нер | Изг | ГД | ГП | +/– | Бод |
| ------- | --- | --- | --- | --- | -- | -- | --- | --- |
| Немачка | 3   | 2   | 0   | 1   | 9  | 4  | +5  | 6   |
| Шведска | 3   | 2   | 0   | 1   | 5  | 3  | +2  | 6   |
| Јапан   | 3   | 1   | 0   | 2   | 2  | 4  | –2  | 3   |
| Бразил  | 3   | 1   | 0   | 2   | 3  | 8  | –5  | 3   |

#### Резултати утакмица
5. јун 1995 у Хелсингборгу
| Шведска | 0 : 1 | Бразил |  |

5. јун 1995 у Карлстаду
| Немачка | 1 : 0 | Јапан |  |

7. јун 1995 у Хелсингборгу
| Шведска | 3 : 2 | Немачка |  |

7. јун 1995 у Карлстаду
| Бразил | 1 : 2 | Јапан |  |

9. јун 1995 у Вестеросу
| Шведска | 2 : 0 | Јапан |  |

9. јун 1995 у Карлстаду
| Бразил | 1 : 6 | Немачка |  |

### Група Б
| Држава   | Ута | Поб | Нер | Изг | ГД | ГП | +/– | Бод |
| -------- | --- | --- | --- | --- | -- | -- | --- | --- |
| Норвешка | 3   | 3   | 0   | 0   | 17 | 0  | +17 | 9   |
| Енглеска | 3   | 2   | 0   | 1   | 6  | 6  | 0   | 6   |
| Канада   | 3   | 0   | 1   | 2   | 5  | 13 | –8  | 1   |
| Нигерија | 3   | 0   | 1   | 2   | 5  | 14 | –9  | 1   |

#### Резултати утакмица
6. јун 1995 у Карлстаду
| Норвешка | 8 : 0 | Нигерија |  |

6. јун 1995 у Хелсингборгу
| Енглеска | 3 : 2 | Канада |  |

8. јун 1995 у Карлстаду
| Норвешка | 2 : 0 | Енглеска |  |

8. јун 1995 у Хелсингборгу
| Нигерија | 3 : 3 | Канада |  |

10. јун 1995 у Јевлеу
| Норвешка | 7 : 0 | Канада |  |

10. јун 1995 у Карлстаду
| Нигерија | 2 : 3 | Енглеска |  |

### Група Ц
| Држава           | Ута | Поб | Нер | Изг | ГД | ГП | +/– | Бод |
| ---------------- | --- | --- | --- | --- | -- | -- | --- | --- |
| Сједињене Државе | 3   | 2   | 1   | 0   | 9  | 4  | +5  | 7   |
| Кина             | 3   | 2   | 1   | 0   | 10 | 6  | +4  | 7   |
| Данска           | 3   | 1   | 0   | 2   | 6  | 5  | +1  | 3   |
| Аустралија       | 3   | 0   | 0   | 3   | 3  | 13 | –10 | 0   |

#### Резултати утакмица
6. јун 1995 у Јевлеу
| Сједињене Државе | 3-3 | Кина |  |

6. јун 1995 у Вестеросу
| Данска | 5-0 | Аустралија |  |

8. јун 1995 у Јевлеу
| Сједињене Државе | 2-0 | Данска |  |

8. јун 1995 у Вестеросу
| Кина | 4-2 | Аустралија |  |

10. јун 1995 у Хелсингборгу
| Сједињене Државе | 4-1 | Аустралија |  |

10. јун 1995 у Вестеросу
| Кина | 3-1 | Данска |  |

### Пласман трећепласираних екипа
Две најбоље пласиране екипе на овој табели пласирале су се у четвртфинале.
| Селекција | Група | Бодова | Ута | Поб | Нер | Изг | ГД | ГП | ГР |
| --------- | ----- | ------ | --- | --- | --- | --- | -- | -- | -- |
| Данска    | Ц     | 3      | 3   | 1   | 0   | 2   | 6  | 5  | 1  |
| Јапан     | А     | 3      | 3   | 1   | 0   | 2   | 2  | 4  | −2 |
| Канада    | Б     | 1      | 3   | 0   | 1   | 2   | 5  | 13 | −8 |

### Нокаут фаза
|  | Четвртфинале          | Четвртфинале        |                       |       | Полуфинале         | Полуфинале         |  |  | Финале | Финале |
|  |                       |                     |                       |       |                    |                    |  |  |        |        |
|  | 13. јун – Вестеросу   |                     |                       |       |                    |                    |  |  |        |        |
|  |                       |                     |                       |       |                    |                    |  |  |        |        |
|  | Немачка               | 3                   |                       |       |                    |                    |  |  |        |        |
|  | Немачка               | 3                   | 15. јун – Хелсингборг |       |                    |                    |  |  |        |        |
|  | Енглеска              | 0                   |                       |       |                    |                    |  |  |        |        |
|  | Енглеска              | 0                   | Немачка               | 1     |                    |                    |  |  |        |        |
|  | 13. јун – Хелсингборг |                     | Немачка               | 1     |                    |                    |  |  |        |        |
|  |                       | Кина                | 0                     |       |                    |                    |  |  |        |        |
|  | Шведска               | Кина                | 0                     | 1 (3) |                    |                    |  |  |        |        |
|  | Шведска               |                     | 18. јун – Солна       | 1 (3) |                    |                    |  |  |        |        |
|  | Кина (п.)             | 1 (4)               |                       |       |                    |                    |  |  |        |        |
|  | Кина (п.)             | 1 (4)               | Немачка               | 0     |                    |                    |  |  |        |        |
|  | 13. јун – Јевле       |                     | Немачка               | 0     |                    |                    |  |  |        |        |
|  |                       | Норвешка            | 2                     |       |                    |                    |  |  |        |        |
|  | Јапан                 | Норвешка            | 2                     | 0     |                    |                    |  |  |        |        |
|  | Јапан                 | 15. јун – Вестеросу |                       | 0     |                    |                    |  |  |        |        |
|  | Сједињене Државе      | 4                   |                       |       |                    |                    |  |  |        |        |
|  | Сједињене Државе      | 4                   | Сједињене Државе      | 0     |                    |                    |  |  |        |        |
|  | 13. јун – Карлстад    |                     | Сједињене Државе      | 0     |                    |                    |  |  |        |        |
|  |                       | Норвешка            | 1                     |       | Меч за треће место | Меч за треће место |  |  |        |        |
|  | Норвешка              | Норвешка            | 1                     | 3     | Меч за треће место | Меч за треће место |  |  |        |        |
|  | Норвешка              |                     | 17. јун – Јевле       | 3     |                    |                    |  |  |        |        |
|  | Данска                | 1                   |                       |       |                    |                    |  |  |        |        |
|  | Данска                | 1                   | Кина                  | 0     |                    |                    |  |  |        |        |
|  |                       |                     |                       |       |                    |                    |  |  |        |        |
|  | Сједињене Државе      | 2                   |                       |       |                    |                    |  |  |        |        |
|  | Сједињене Државе      | 2                   |                       |       |                    |                    |  |  |        |        |

### Четвртфинале
13. јун 1995 у Вестеросу
| Немачка | 3 : 0 | Енглеска |  |

13. јун 1995 у Хелсингборгу
| Шведска | 1 : 1 (3 : 4) пен. | Кина |  |

13. јун 1995 у Јевлеу
| Сједињене Државе | 4 : 0 | Јапан |  |

13. јун 1995 у Карлстаду
| Норвешка | 3 : 1 | Данска |  |

### Полуфинале
15. јун 1995 у Хелсингборгу
| Немачка | 1 : 0 | Кина |  |

15. јун 1995 у Вестеросу
| Сједињене Државе | 0 : 1 | Норвешка |  |

### Утакмица за треће место
17. јун 1995 у Јевлеу
| Кина | 0 : 2 | Сједињене Државе |  |

### Финале
18. јун 1995 у Солни
| Немачка | 0 : 2 | Норвешка |  |

## Шампион
| Светско првенство у фудбалу за жене 1995. |
| ----------------------------------------- |
| Норвешка 1. титула                        |

## Признања
| Златна копачка    | Златна лопта | ФИФА ферплеј |
| ----------------- | ------------ | ------------ |
| Ан Кристин Аренес | Хеге Рисе    | Шведска      |

### Највише голова
Укупно је постигнуто  99 голова у 26 утакмица, с просеком од 3.81 гола по утакмици. Ан Кристин Аренес из репрезентације Норвешке је освојила Златну копачку за постигнутих шест голова на турниру.

### Достигнућа репрезентација
Према статистичкој конвенцији у фудбалу, мечеви одлучени у продужецима се рачунају као победе и порази, док се мечеви одлучени извођењем једанаестераца рачунају као нерешени. Екипе које су елиминисане у четвртфиналу рангирају се на основу разлике у головима у четвртфиналу.

| Pos | Г | Тим              | О | П | Н | И | ГД | ГП | ГР  | Бод. |
| --- | - | ---------------- | - | - | - | - | -- | -- | --- | ---- |
| 1   | B | Норвешка         | 6 | 6 | 0 | 0 | 23 | 1  | +22 | 18   |
| 2   | A | Немачка          | 6 | 4 | 0 | 2 | 13 | 6  | +7  | 12   |
| 3   | C | Сједињене Државе | 6 | 4 | 1 | 1 | 15 | 5  | +10 | 13   |
| 4   | C | Кина             | 6 | 2 | 2 | 2 | 11 | 10 | +1  | 8    |
|     |   |                  |   |   |   |   |    |    |     |      |
| 5   | A | Шведска          | 4 | 2 | 1 | 1 | 6  | 4  | +2  | 7    |
| 6   | C | Данска           | 4 | 1 | 0 | 3 | 7  | 8  | −1  | 3    |
| 7   | B | Енглеска         | 4 | 2 | 0 | 2 | 6  | 9  | −3  | 6    |
| 8   | A | Јапан            | 4 | 1 | 0 | 3 | 2  | 8  | −6  | 3    |
|     |   |                  |   |   |   |   |    |    |     |      |
| 9   | A | Бразил           | 3 | 1 | 0 | 2 | 3  | 8  | −5  | 3    |
| 10  | B | Канада           | 3 | 0 | 1 | 2 | 5  | 13 | −8  | 1    |
| 11  | B | Нигерија         | 3 | 0 | 1 | 2 | 5  | 14 | −9  | 1    |
| 12  | C | Аустралија       | 3 | 0 | 0 | 3 | 3  | 13 | −10 | 0    |